# Kendall West
Kendall West és una concentració de població designada pel cens dels Estats Units a l'estat de Florida. Segons el cens del 2000 tenia 38.034 habitants.

## Demografia
Segons el cens del 2000, Kendall West tenia 38.034 habitants, 11.759 habitatges, i 9.807 famílies. La densitat de població era de 4.331,9 habitants/km².
Dels 11.759 habitatges en un 49,5% hi vivien nens de menys de 18 anys, en un 58,8% hi vivien parelles casades, en un 18,5% dones solteres, i en un 16,6% no eren unitats familiars. En l'11,8% dels habitatges hi vivien persones soles el 2,5% de les quals corresponia a persones de 65 anys o més que vivien soles. El nombre mitjà de persones vivint en cada habitatge era de 3,23 i el nombre mitjà de persones que vivien en cada família era de 3,47.
Per edats la població es repartia de la següent manera: un 29,2% tenia menys de 18 anys, un 10,2% entre 18 i 24, un 34,9% entre 25 i 44, un 18,5% de 45 a 60 i un 7,1% 65 anys o més.
L'edat mediana era de 32 anys. Per cada 100 dones de 18 o més anys hi havia 84,7 homes.
La renda mediana per habitatge era de 38.715 $ i la renda mediana per família de 39.564 $. Els homes tenien una renda mediana de 30.082 $ mentre que les dones 23.695 $. La renda per capita de la població era de 14.806 $. Entorn del 13,3% de les famílies i el 15,4% de la població estaven per davall del llindar de pobresa.

## Poblacions més properes
El següent diagrama mostra les poblacions més properes.